# Морату, Антониу (1964)
Анто́ниу Маури́сиу Фари́нья Энри́кеш Мора́ту (порт. António Maurício Farinha Henriques Morato, род. 6 ноября 1964, Лиссабон) — португальский футболист, игравший на позиции центрального защитника. Наиболее известен по выступлениям за лиссабонский «Спортинг». Участник чемпионата мира 1986 года в составе национальной сборной Португалии. Сын защитника и игрока национальной сборной Антониу Морату.

## Клубная карьера
Относительно невысокий для своей позиции, уроженец Лиссабона Антониу Морату быстро зарекомендовал себя в местном «Спортинге», став бесспорным игроком стартового состава с 19 лет и проведя около 200 официальных матчей за столичный клуб, прежде чем ему исполнилось 25 лет. За время своего пребывания в клубе он сформировал пару молодых воспитанников-защитников вместе с Педру Венансиу. В 1987 году в составе клуба стал обладателем Суперкубка Португалии, отыграв оба матча против «Бенфики» и победив по сумме двух матчей со счётом 4:0.
Летом 1989 года Морату перешёл в другую команду чемпионата «Порту», но его годичное пребывание там оказалось не слишком успешным: он выиграл единственный чемпионат в своей карьере, но появился на поле только дважды, проиграв конкуренцию, среди прочих, игроку сборной Бельгии Стефану Демолю.
Морату завершил свою профессиональную карьеру в возрасте 29 лет, также поиграв за клубы «Белененсеш», «Жил Висенте» (два года) и «Эшторил-Прая». В дальнейшем ещё два года выступал в составе клубов «Фаньойнш» и «Бежа».

## Карьера в сборной
3 апреля 1985 года дебютировал в официальных матчах в составе национальной сборной Португалии в товарищеском матче против Италии (0:2). В течение карьеры в национальной команде, длившейся 4 года, провёл в её форме 6 матчей.
Был в заявке национальной команды на чемпионате мира 1986 года в Мексике, однако на поле так и не появился.

## Достижения
«Спортинг» Лиссабон
- Обладатель Суперкубка Португалии: 1987

«Порту»
- Чемпион Португалии: 1989/1990